# Ясна поляна (язовир)
Вижте пояснителната страница за други значения на Ясна поляна.
„Ясна поляна“ е язовир в Югоизточна България.

## Местонахождение
Намира се край село Ясна поляна, община Приморско, област Бургас. Изграден е по поречието на Дяволска река. Има водохващане и от река Зеленковска. Максималната му дълбочина е 46 метра при пълен резервоар.

## Водоснабдяване
Захранва с питейна вода всички селища на юг от Бургас и Средец.
Чрез стоманен водопровод водата се довежда от язовира гравитачно до 2-стъпална пречиствателна станция с проектен капацитет 2500 л/сек. Пречистената вода се изпомпва в изравнителен водоем и от разпределителна шахта се разделя на 2 водопровода: северен магистрален – за нуждите на потребителите до Бургас и Созопол, и южен – за потребителите до Синеморец. Чрез помпена станция от Ново Паничарево се препраща вода за селата Крушевец, Зидарово, Дебелт и гр.Средец.

## Рибно богатство
- Бял толстолоб
- Каракуда
- Костур
- Пъстър толстолоб
- Слънчева риба
- Сом
- Уклей
- Шаран
- Червеноперка